# Киро Гаврилоски
Киро Алексов Гаврилоски с псевдоним Яне е югославски комунистически партизанин и народен герой на Югославия.

## Биография
Роден е през 1918 година в град Прилеп, окупиран от български части по време на Първата световна война. След като завършва четвъртата си година в гимназията става търговски помощник. Включва се в работническото движение в Прилеп. Запознава се със социалистически ориентирани хора в Белград и Загреб и пренася нелегални комунистически материали в Прилеп. Участва активно в демонстрации и протести срещу режима в Сърбия, за което е преследван и арестуван.
След 1941 година става член на ЮКП, за да подпомогне въоръжено въстание в Македония. За тази си дейност е арестуван няколко пъти от българските власти в Македония. През 1942 година излиза в нелегалност и става член на комунистически комитет в Прилеп. Поддържа връзка с отряда Димитър Влахов и участва в бойни действия около селата Дреновци, Горно село и Дабница. През 1943 година става областен член на комитета в Битоля. През май 1944 година се среща с друг партизанин Круме Волнаровски и с делегати, където се уговаря създаването на фронт за освобождение на Македония. След срещата Гавриловски и Волнаровски остават в къщата, където се е състояла срещата. Тя е обградена от българска полиция и след кратка стрелба е запалена от полицията Гавриловски, за да не попадне в плен се самоубива.
Обявен е за национален герой на Югославия на 11 октомври 1953 година